# ورم شحمي متعدد الأشكال
ورم شحمي متعدد الأشكال (بالإنجليزية: Pleomorphic lipoma)‏ هو شَبيه الورم الشحمي مغزلي الخلايا، ويحدُث في أعلى جزء من الظهر والرقبة في الرجال المُسنين، ويتميز بوجود خلايا عملاقة زُهيرية مع أنوية مُتداخلة.:625